# Старий Ясінець
Старий Ясінець (пол. Stary Jasiniec) — село в Польщі, у гміні Короново Бидґозького повіту Куявсько-Поморського воєводства.
Населення — 296 осіб (2011).
У 1975-1998 роках село належало до Бидгощського воєводства.

## Демографія
Демографічна структура станом на 31 березня 2011 року:
|          | Загалом | Допрацездатний вік | Працездатний вік | Постпрацездатний вік |
| -------- | ------- | ------------------ | ---------------- | -------------------- |
| Чоловіки | 152     | 34                 | 107              | 11                   |
| Жінки    | 144     | 24                 | 94               | 26                   |
| Разом    | 296     | 58                 | 201              | 37                   |